# لاري كيلي
لاري كيلي (بالإنجليزية: Larry Kelly)‏ هو مهندس وسياسي أمريكي، ولد في 1935.